# 1968 en Inde
Chronologie de l'Inde
- 1964
- 1965
- 1966
- 1967
- 1968
- 1969
- 1970
- 1971
- 1972

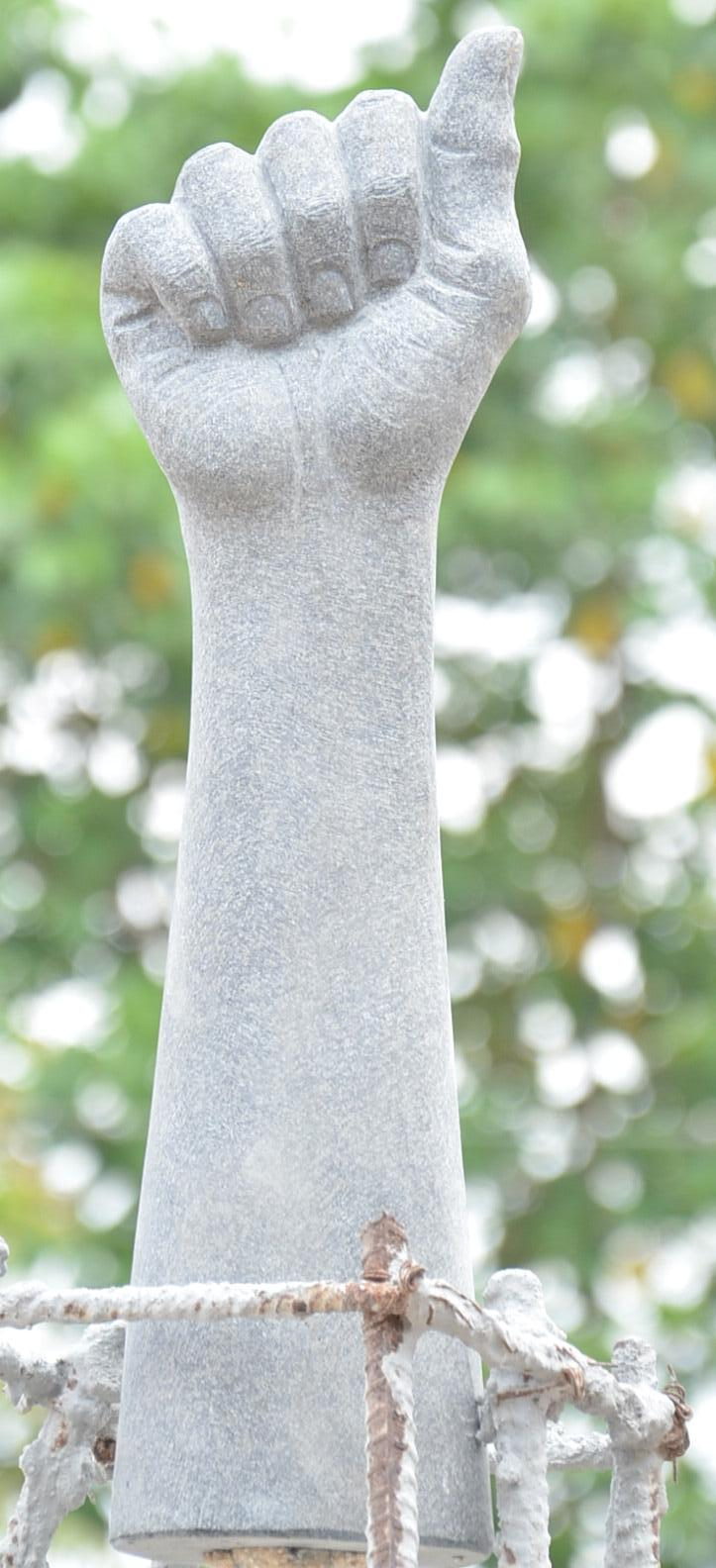
Mémorial dédié au massacre de Kilvenman (25 décembre 1968).

Cette page concerne les évènements survenus en 1968 en Inde :

## Évènement
- Première politique nationale en matière d'éducation (en)
- Formule des trois langages (en), première recommandation en faveur d'une politique trilingue faite par la Commission de l'enseignement universitaire. Tout en reconnaissant que l'hindi standard moderne est lui-même une langue minoritaire et qu'il n'a aucune supériorité par rapport à d'autres langues comme le kannada, le télougou, le tamoul, le marathi, le bengali, le punjabi, le malayalam et le gujarati, qui ont toutes une histoire plus longue et une littérature plus abondante, la commission prévoit que l'hindi finira par remplacer l'anglais comme moyen par lequel chaque État indien pourra participer aux fonctions fédérales.
- 7 février : Crash de l'An-12 de l'Indian Air Force (en) (102 disparus)
- avril  : Début de la saison cyclonique dans le nord de l'océan Indien (en).
- 25 décembre : Massacre de Kilvenman (en) : un groupe d'environ 44 personnes, les familles d'ouvriers villageois dalits (communauté opprimée) en grève, sont assassinées et immolés par un gang, à Kizhavenmani (en).

## Cinéma
- 15e cérémonie des Filmfare Awards
- 15e cérémonie des National Film Awards (en)
- 6e cérémonie du Festival international du film d'Inde (en)

Sortie de film
- Les Aventures de Goopy et Bagha
- Kodungalluramma
- Sunghursh

## Littérature
- Eho Hamara Jeevna (en), roman de Dalip Kaur Tiwana (en).
- Fero (en), roman de Radheshyam Sharma (en).
- Les Légendes de Khasak, roman de O.V. Vijayan.
- Manthrikappoocha (en), roman de Vaikom Muhammad Basheer.
- Morning Face (en), roman de Mulk Raj Anand.
- Naayi Neralu (en), roman de S. L. Bhyrappa (en).
- Raag Darbari (en), roman de Shrilal Shukla (en).
- Tabbaliyu Neenade Magane (en), roman de S. L. Bhyrappa (en).

## Musique
- février-avril : Séjour des Beatles en Inde
- Enregistrement au Taj Mahal, à Agra, de l'album Inside (en) de Paul Horn.

## Sport
- Participation de l'Inde aux Jeux olympiques d'hiver de Grenoble.

## Création
- Association indienne de psychologie clinique (en)
- Bharat Sundari (en), concours de beauté.
- Cinquième commission des finances (en)
- Collège des arts, des sciences et du commerce de Maharashtra (en)
- Neab (en), magazine littéraire.

## Dissolution
- Ruchi (en), magazine littéraire.
- Sport and Pastime (en), magazine sportif.